# World Series Baseball (jeu vidéo, 2002)
Cet article concerne le jeu vidéo de 2002 sorti sur Xbox. Pour la série de jeux vidéo du même nom, voir World Series Baseball (série de jeux vidéo). Pour les articles homonymes, voir World Series Baseball.
Ne doit pas être confondu avec World Series Baseball (jeu vidéo, 1993), World Series Baseball (jeu vidéo, 1994), World Series Baseball (jeu vidéo, 1995) ou World Series Baseball 2K2.
World Series Baseball est un jeu vidéo de sport de type baseball sorti exclusivement sur Xbox le 19 mai 2002, uniquement en Amérique du Nord. Il a été développé par Visual Concepts et édité par Sega sous licence MLB.
Le jeu fait partie de la série World Series Baseball, dont il constitue le premier épisode sur Xbox, après World Series Baseball 2K2 sorti exclusivement sur Dreamcast l'année précédente ; il est suivi de World Series Baseball 2K3, sorti en 2003.